# Thiệu Vận
Thiệu Vận là một xã thuộc huyện Thiệu Hóa, tỉnh Thanh Hóa, Việt Nam.

## Địa lý
Xã Thiệu Vận nằm ở phía nam huyện Thiệu Hóa, thuộc hữu ngạn sông Chu, có vị trí địa lý:
- Phía đông giáp thị trấn Thiệu Hóa
- Phía tây giáp thị trấn Hậu Hiền và xã Thiệu Viên
- Phía nam giáp xã Thiệu Lý và huyện Đông Sơn
- Phía bắc giáp thị trấn Thiệu Hóa và xã Thiệu Phúc.

Xã Thiệu Vận có diện tích 3,70 km², dân số năm 2022 là 4.947 người, mật độ dân số đạt 1.337 người/km².

## Lịch sử
Vùng đất thuộc xã Thiệu Vận ngày nay, vào đầu thế kỉ 19 là các thôn Vận Quy (làng Vận), Lạc Đô (làng Khoai) và Quy Xá (làng Nguộn) thuộc xã Trà Sơn, tổng Vận Quy, huyện Đông Sơn, phủ Thiệu Hóa.
Từ năm 1900, tổng Vận Quy chuyển về thuộc huyện Thụy Nguyên, cùng phủ Thiệu Hóa.
Cuối năm 1945, huyện Thụy Nguyên đổi thành huyện Thiệu Hóa.
Năm 1977, xã Thiệu Vận cùng với các xã phía nam sông Chu của huyện Thiệu Hóa sáp nhập với huyện Đông Sơn thành huyện Đông Thiệu.
Năm 1982, huyện Đông Thiệu đổi tên thành huyện Đông Sơn.
Năm 1996, xã Thiệu Vận thuộc huyện Thiệu Hóa mới tái lập.